# Ghiacciaio Sharp
Il ghiacciaio Sharp (in inglese Sharp Glacier) è un ghiacciaio situato sulla costa di Loubet, nella parte occidentale della Terra di Graham, in Antartide. Il ghiacciaio, il cui punto più alto si trova 257 m s.l.m., fluisce verso nord fino ad entrare nel fiordo di Lallemand, appena a est delle montagne di Boyle. Prima di giungere nel fiordo, al flusso del ghiacciaio Sharp si uniscono quelli del ghiacciaio Finsterwalder, del ghiacciaio Haefeli e del ghiacciaio  Klebelsberg.

## Storia
Il ghiacciaio Sharp è stato mappato dal British Antarctic Survey, che all'epoca si chiamava ancora Falkland Islands and Dependencies Survey, grazie a fotografie aeree scattate durante varie spedizioni effettuate dalla stessa agenzia tra il 1948 e il 1959 ed è stato poi così battezzato dal Comitato britannico per i toponimi antartici in onore di Robert P. Sharp, un geologo americano che pubblicò un gran numero studi sui ghiacciai e sul loro flusso.